# Prix Louis Cauchois
Prix Louis Cauchois är ett travlopp för 2-åriga varmblod (hingstar) som körs på Vincennesbanan utanför Paris i Frankrike varje år. Det går av stapeln i slutet av oktober. Det är ett Grupp 3-lopp, det vill säga ett lopp av tredje högsta internationella klass. Loppet körs över distansen 2200 meter med voltstart. Den samlade prissumman i loppet är 54 000 euro, varav 24 300 euro till vinnaren.

## Vinnare
| År   | Häst              | Efter            | Kusk                    | Tränare                 | Tid    |
| ---- | ----------------- | ---------------- | ----------------------- | ----------------------- | ------ |
| 2024 | Monzon Normand    | Hohneck          | Yoann Lebourgeois       | Philippe Allaire        | 1'16'3 |
| 2023 | Luciano Menuet    | Feliciano        | Alexandre Abrivard      | Philippe Allaire        | 1'15'8 |
| 2022 | King Opera        | Ready Cash       | William Bigeon          | William Bigeon          | 1'15'3 |
| 2021 | Just A Gigolo     | Boccador de Simm | Franck Nivard           | Philippe Allaire        | 1'16'4 |
| 2020 | Ideal Lignieres   | Repeat Love      | Franck Nivard           | Philippe Billard        | 1'15'7 |
| 2019 | Helgafell         | Charly du Noyer  | Éric Raffin             | Philippe Allaire        | 1'15'5 |
| 2018 | Gotland           | Ready Cash       | Éric Raffin             | Philippe Allaire        | 1'15'5 |
| 2017 | File Gin          | Repeat Love      | Guillermo Roig-Balaguer | Guillermo Roig-Balaguer | 1'16'9 |
| 2016 | Everest Vedaquais | Ready Cash       | Yoann Lebourgeois       | Philippe Allaire        | 1'15'9 |
| 2015 | Django Riff       | Ready Cash       | Jos Verbeeck            | Philippe Allaire        | 1'16'5 |
| 2014 | Caïd Griff        | Password         | Éric Raffin             | Sebastien Guarato       | 1'17'9 |
| 2013 | Bolide de Gueron  | Cygnus d'Odyssee | Franck Anne             | Franck Anne             | 1'16'6 |
| 2012 | Amadigious        | Prodigious       | Franck Nivard           | Sebastien Guarato       | 1'16'6 |
| 2011 | Vaillant Cash     | Offshore Dream   | Jean Philippe Borodajko | Pascal Malicki          | 1'15'4 |
| 2010 | Uno la Chesnaie   | Prince d'Espace  | Éric Raffin             | Sebastien Guarato       | 1'15'5 |